# Mk 47 Striker
Автоматичний гранатомет Mk 47 Striker або Striker 40 - це 40-мм гранатомет з стрічковим живленням та інтегрованою системою управління вогнем, розроблений американською компанією General Dynamics. 
Гранатомет призначений для ураження різних цілей на дистанції до 1500 метрів, використовуючи як стандартні високошвидкісні гранати калібру 40х53 мм НАТО, так і програмовані гранати з дистанційним підривом. Гранатомет був прийнятий на озброєння Командування спеціальних операцій США в 2005 році та експлуатується в Австралії та Ізраїлі.

## Історія

### Розробка
Однією з причин створення гранатомета Mk 47 Striker була необхідність підвищити вогневу потужність та точність стрільби з автоматичних гранатометів, які використовувалися американськими спецпризначенцями в умовах сучасних конфліктів. Автоматичний гранатомет Mk 19, розроблений у 1967 році, який був основною зброєю цього класу в США, мав ряд недоліків, таких як велика вага, низька точність, складність обслуговування та несумісність з новими типами боєприпасів. Також була потреба в забезпеченні можливості уражати цілі, які знаходяться за укриттями або на нерегулярному рельєфі, що вимагало використання гранат з дистанційним підривом. 
Через це у 1990-х роках компанією Saco Defense (нині - підрозділ General Dynamics) було розпочато розробку нового гранатомета. General Dynamics співпрацювала із Raytheon в Далласі, штат Техас і Форест, штат Массачусетс, для створення системи управління вогнем AN/PVG-1 LVS. Норвезька NAMMO розробила передові 40-мм боєприпаси.
Новий гранатомет Mk 47 зміг стріляти усіма типами стандартних високошвидкісних боєприпасів калібру 40х53 мм NATO, забезпечуючи надійне ураження піхоти і неброньованих цілей, розташованих на відкритій місцевості, новітні прицільні засоби та можливість стріляти керованими гранатами дозволили цій зброї стати одним із найкращих представників свого класу .

### Бойове застосування
Гранатомет Mk 47 був використаний у ряді збройних конфліктів, таких як війна в Афганістані, війна в Іраку, громадянська війна в Центральноафриканській Республіці та інші. Зараз використовується підрозділами USSOCOM в Сирії. 

## Технічна інформація
Автоматичний гранатомет Mk 47 Striker є зброєю, побудованою на основі автоматики з коротким ходом дула при його жорсткому замиканні. Стрільба ведеться із закритого затвора для підвищення ймовірності ураження цілі першим пострілом.
Живлення автоматичного гранатомета стрічкове зі стандартної розсипної стрічки.
Він штатно встановлюється на полегшеному станку-тринозі, що включає механізми наведення і фіксатор, що дозволяє після пристрілювання жорстко закріпити гранатомет для стріляння в задану ціль.
Управління вогнем здійснюється за допомогою двох рукояток, розташованих у задній частині дульної коробки та розташованої між ними Л-подібної спускової клавіші.
Застосування комп’ютеризованого прицілу значно підвищує влучність стріляння гранатомета (особливо на середніх та великих дистанціях), а також помітно зменшує витрату боєприпасів.

## Модифікації

### Mk 47 Mod 0
Перша версія гранатомета, яка була прийнята на озброєння Сил спеціальних операцій США в 2005 році. Вона має 16-дюймовий ствол і прицільний комплекс AN/PWG-1 розробки компанії Raytheon, що включає денний телевізійний канал зі збільшенням 3х і виведенням картинки на вбудований дисплей, лазерний далекомір і балістичний обчислювач. Вона може стріляти як стандартними високошвидкісними 40-мм гранатами, так і розумними гранатами MK285, які можна програмувати на певну відстань. Вона має вагу 18 кг і довжину 94 см.

### Mk 47 Mod 1
Оновлена версія гранатомета, яка була прийнята на озброєння Австралійських збройних сил в 2016 році. Вона має 20-дюймовий ствол і використовує модуль LVS2, який має інтегровані балістичний обчислювач, лазерний далекомір (визначає відстань до цілі на дальності до 2590 м), денна кольорова відеокамера, тепловізор (розрізнення 640х512) і кольоровий дисплей з високою роздільною здатністю. Він також може стріляти як стандартними 40-мм гранатами, так і розумними гранатами MK285. Вона має вагу 16 кг і довжину 81 см.

## Країни експлуатанти
За данними з відкритих джерел:
- Австралія: Mk 47 Mod 1 - 200 одиниць[6]
- Ізраїль: Mk 47 Mod 0 - 130 одиниць[7]
- США: Mk 47 Mod 0 - приблизно 1,500 одиниць[8]